# 경상도 사나이
"경상도 사나이"는 한국에서 제작된 민경식 감독의 1960년 영화이다. 이대엽 등이 주연으로 출연하였고 박시춘 등이 제작에 참여하였다.

## 출연

### 주연
- 이대엽
- 조미령
- 방수일

### 조연
- 전계현
- 최지희
- 김승호
- 추석양
- 강계식
- 장민호
- 최성호

## 기타
- 조명: 고해진
- 녹음: 최칠복
- 미술: 임명선